# Англес (кантон)
Англе́с (фр. Anglès, окс. Angles) — упразднённый кантон во Франции, находился в регионе Юг — Пиренеи, департамент Тарн. Входил в состав округа Кастр.
Код INSEE кантона — 8103. Всего в состав кантона Англес входили 3 коммуны, из них главной коммуной являлась Англес.
Кантон был упразднён в марте 2015 года.

## Население
Население кантона на 2009 год составляло 677 человек.
| 1962 | 1968 | 1975 | 1982 | 1990 | 1999 | 2006 | 2009 |
| ---- | ---- | ---- | ---- | ---- | ---- | ---- | ---- |
| 1093 | 1150 | 859  | 799  | 715  | 718  | 690  | 677  |

## Коммуны кантона
| Коммуна      | Население, чел. (2010) | Код INSEE | Почтовый индекс |
| ------------ | ---------------------- | --------- | --------------- |
| Англес       | 531                    | 81014     | 81260           |
| Ламонтеларье | 64                     | 81134     | 81260           |
| Ласфайад     | 75                     | 81137     | 81260           |